# Tomasz Wylenzek

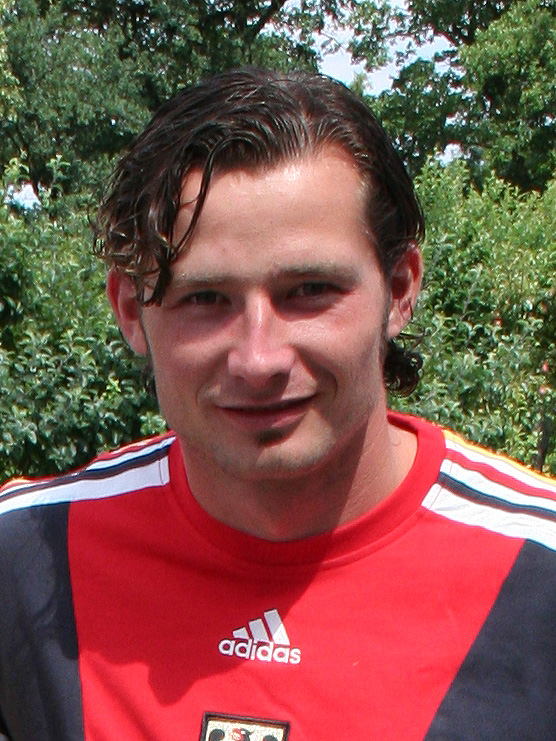
Tomasz Wylenzek

Tomasz Wylenzek (* 9. Januar 1983 in Świerklaniec, Polen) ist ein deutscher Kanute. Er war mehrfacher Weltmeister und 2004 in Athen Olympiasieger. 
Wylenzek zog 2000 mit seinen Eltern von Polen nach Deutschland. Er absolvierte eine Ausbildung zum Bürokaufmann bei der RAG Aktiengesellschaft. Der Kanurennsportler der KG Essen wurde bei den Olympischen Spielen 2004 in Athen mit Christian Gille Olympiasieger in Zweier-Canadier über 1000 m.
2008 qualifizierten sich Gille und Wylenzek für die Teilnahme an den Olympischen Spielen in Peking, wo sie auf beiden Strecken das Finale erreichten. Über 1000 m wurden sie, nachdem sie das ganze Rennen über geführt hatten, auf der Ziellinie von dem Boot aus Weißrussland abgefangen und gewannen die Silbermedaille. Im Anschluss hatte Wylenzek einen Kreislaufkollaps und wurde ärztlich behandelt. Dennoch gewannen Gille/Wylenzek am folgenden Tag über 500 m noch die Bronzemedaille. Unmittelbar danach wurde Wylenzek im September 2008 in das Leistungssportprojekt der Bundespolizei aufgenommen.
Für seine sportlichen Erfolge erhielt er zusammen mit seinem Partner Gille von Bundespräsident Köhler das Silberne Lorbeerblatt.
Wylenzek wurde 2005 Weltmeister im Zweier-Canadier über 1000 m und 500 m, sowie Zweiter im Zweier-Canadier über 200 m. 2006 wurde er Vizeweltmeister im Zweier über 200 Meter. Bei den Weltmeisterschaften 2007 auf der Wedau in Duisburg siegte er im Zweier über 1000 Meter, über 500 Meter wurde er Dritter und über 200 Meter Zweiter. Bei den Kanurennsport-Weltmeisterschaften 2009 in Dartmouth (Kanada) wurde er mit seinem neuen Partner Erik Leue Weltmeister im Zweier-Canadier über 1000 m. Bei den Kanurennsport-Weltmeisterschaften 2011 holte er über dieselbe Distanz erneut den Titel, diesmal mit Stefan Holtz. Bei den Weltmeisterschaften 2010 hatte er mit dem Vierer-Canadier außerdem die Bronzemedaille über 1000 m gewonnen.
Bei den Europameisterschaften gewann er im Zweier-Canadier 2005 über alle drei Distanzen (1000 m, 500 m und 200 m). Bei den Titelkämpfen 2006 wurde er Vize-Europameister über 1000 Meter. Bei den Europameisterschaften 2007 gewann er ebenfalls über 1000 Meter.